# Jonathan Coulton
Jonathan Coulton est un auteur-compositeur-interprète américain, né le 1er décembre 1970 à New York dans l’arrondissement de Brooklyn.
Il est notoirement connu pour avoir écrit et composé les morceaux Still Alive du jeu Portal, Want You Gone du jeu Portal 2, ainsi que Re: Your Brains du jeu Left 4 Dead 2.
Il a également composé et chanté les chansons-récapitulatives de la série BrainDead.

## Discographie
- 2003 : Smoking Monkey
- 2004 : Where Tradition Meets Tomorrow
- 2005 : Our Bodies, Ourselves, Our Cybernetic Arms
- 2006 : Thing a Week One
- 2006 : Thing a Week Two
- 2006 : Thing a Week Three
- 2006 : Thing a Week Four
- 2006 : Jonathan Coulton Unplugged
- 2008 : JoCo Looks Back (best of)
- The Aftermath
- The Orange Box Original Soundtrack (contient le morceau Still Alive, thème du jeu vidéo Portal)
- 2009 : Best. Concert. Ever. (live)
- 2011 : Artificial Heart
- 2017 : Solid State